# Pseudoschulthessiella furcata
Pseudoschulthessiella furcata är en insektsart som beskrevs av Marius Descamps 1977. Pseudoschulthessiella furcata ingår i släktet Pseudoschulthessiella och familjen Thericleidae. Inga underarter finns listade i Catalogue of Life.